# Университет Мегатренд
Университет Мегатренд — частный университет в Белграде, Сербия. Основан в 1989 году в рамках консультативно-образовательного института Megatrend International Expert Consortium Limited, созданного на основе проекта постиндустриального мирового порядка американского экономиста и футуролога Джона Нейсбитта.
Университет имеет отрицательную репутацию в Сербии, связанную с рядом скандалов, включая утверждения о том, что он является фабрикой дипломов, что университет ложно заявлял о наличии международной университетской сети, которой на самом деле не существует, а также о фальсификации списка преподавателей и преувеличении статистики по числу студентов и других показателей.
В конце августа 2024 года Министерство образования Сербии приняло решение об отзыве лицензии на деятельность у Университета Мегатренд, но уже в сентябре того же года это решение было отменено.

## Критика
Мегатренд имеет относительно низкую репутацию в глазах сербского населения из-за его сомнительных программ и низких стандартов преподавания и проверки знания студентов, а также из-за его воспринятых взаимовыгодных связей с политиками и правительственными чиновниками, которые были награждены дипломами Мегатренда. Эти связи якобы обеспечили университету аккредитацию, что позволило ему в определённой степени утихомирить критиков, обвинявших его в том, что он представляет собой фабрику дипломов. По словам представителей Мегатренд, такую критику не можно представить «университете, где премьер-министр Сербии читал четыре лекции в течение одного года и где работают два министра образования».
Мегатренд удостоил Муаммара Каддафи, бывшего лидера Ливии, званием почетного доктора. В ответ на просьбу прокомментировать это событие, заместитель министра образования, проф. Сербиянка Турлаич сказала, что «это не дело, которым любой университет должен гордиться, но, принимая во внимание качество Мегатренда, не удивительно, что докторат был присужден диктатору».
1 июня 2014 года группа сербских ученых, базирующихся в Великобритании, опубликовала статью, утверждая, что большая часть докторской диссертации министра внутренних дел Сербии Небойши Стефановича является плагиатом. Полемика обострилась ещё больше, когда другие ученые вызывали серьёзные сомнения, что ректору Мегатренда и научному руководителю министра Стефановича, Мичи Йовановичу, никогда не была присуждена степень доктора, что подтвердил ученый, которого Йованович представлял как своего руководителя, профессор Стивен Вуд из Университета Лестера. Министр Стефанович не комментировал скандал и не уволился с места министра по моральным причинам.
12 июня 2014 года Министерство образования Сербии подтвердило, что ректор Мегатренда подделал свою докторскую степень в Лондонской школе экономики (LSE). После этого министерство призвало ректора Йовановича уйти в отставку. Оно также обратилось в прокуратуру с просьбой оценить, имеются ли признаки уголовного преступления. Йованович подал в отставку на следующий день и покинул Сербию. Позднее Йованович вернулся в Мегатренд и был вновь избран ректором в 2019 году, незадолго до того, как университет был продан Джорджевичу.
Имея в виде все скандалы, связанные с Мегатрендом, Совет Мегатренд университета изменил название учреждения в «Университет Джон Нейсбитт».

## Известные выпускники
- Янкович, Елена — теннисистка
- Шерифович, Мария — певица, победительница конкурса Евровидение 2007
- Стефанович, Небойша — политический деятель Сербии